# Fagagna
Fagagna is een gemeente in de Italiaanse provincie Udine (regio Friuli-Venezia Giulia) en telt 6095 inwoners (31-12-2004). De oppervlakte bedraagt 37,0 km², de bevolkingsdichtheid is 163 inwoners per km².
De volgende frazioni maken deel uit van de gemeente: Ciconicco, Villalta, San Giovanni in Colle, Battaglia, Madrisio.

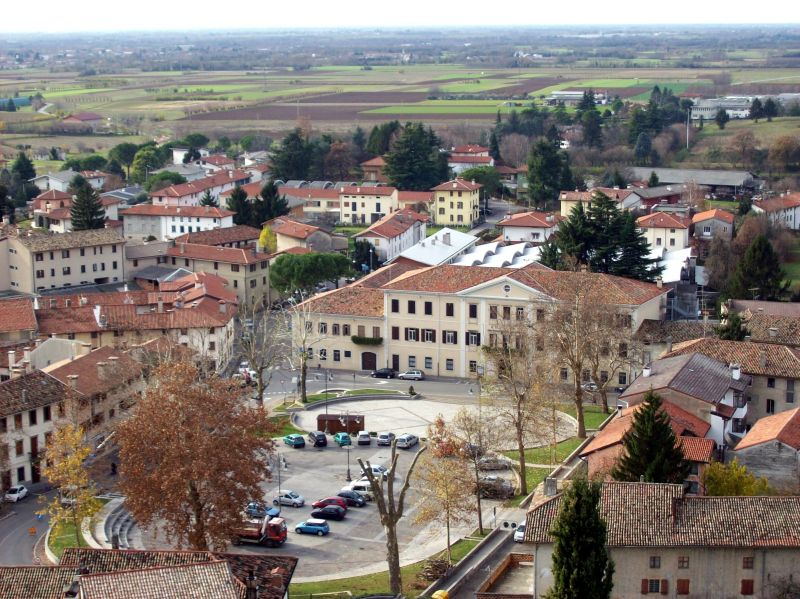
Centrum van Fagagna
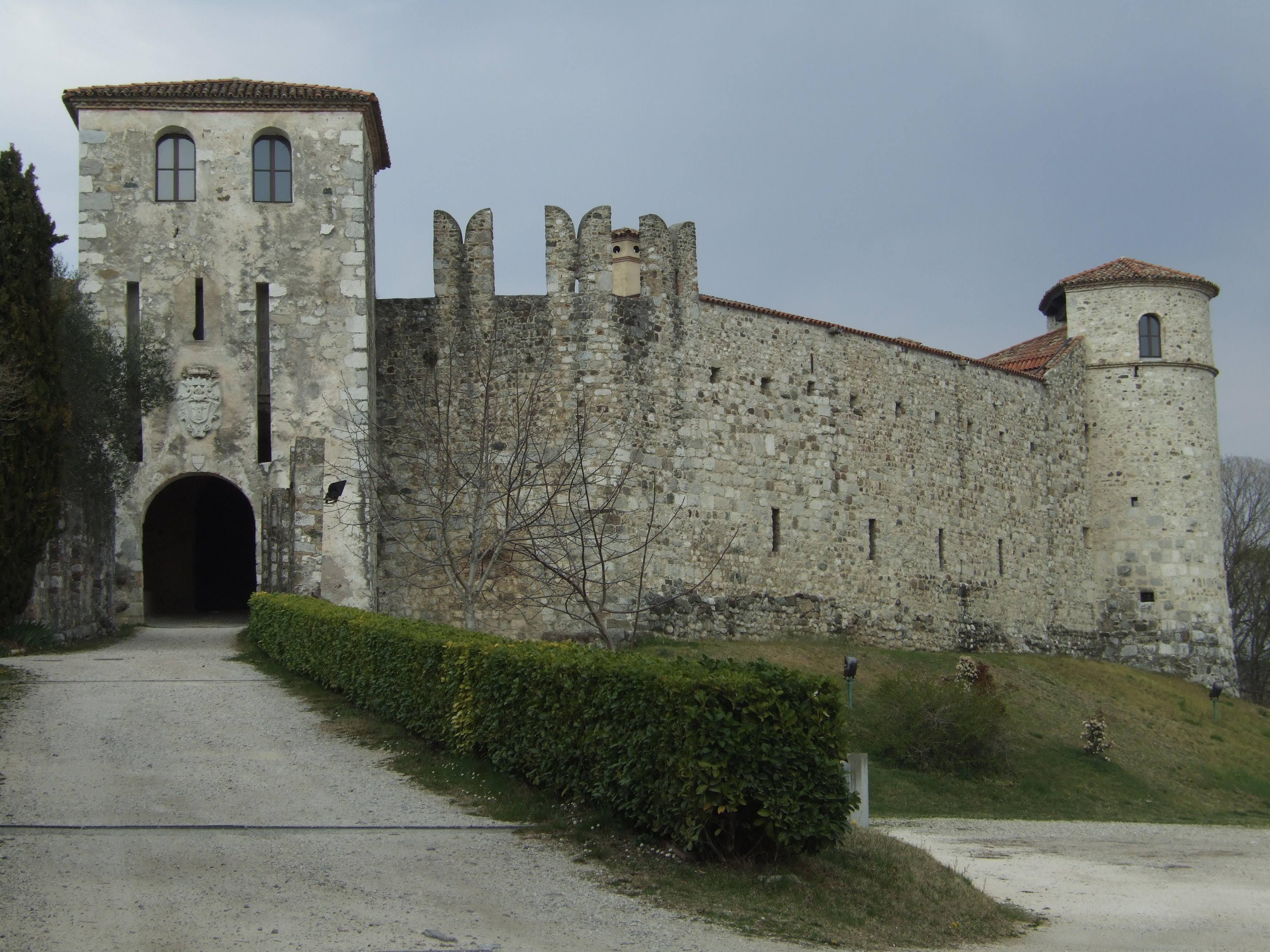
Kasteel van Villalta
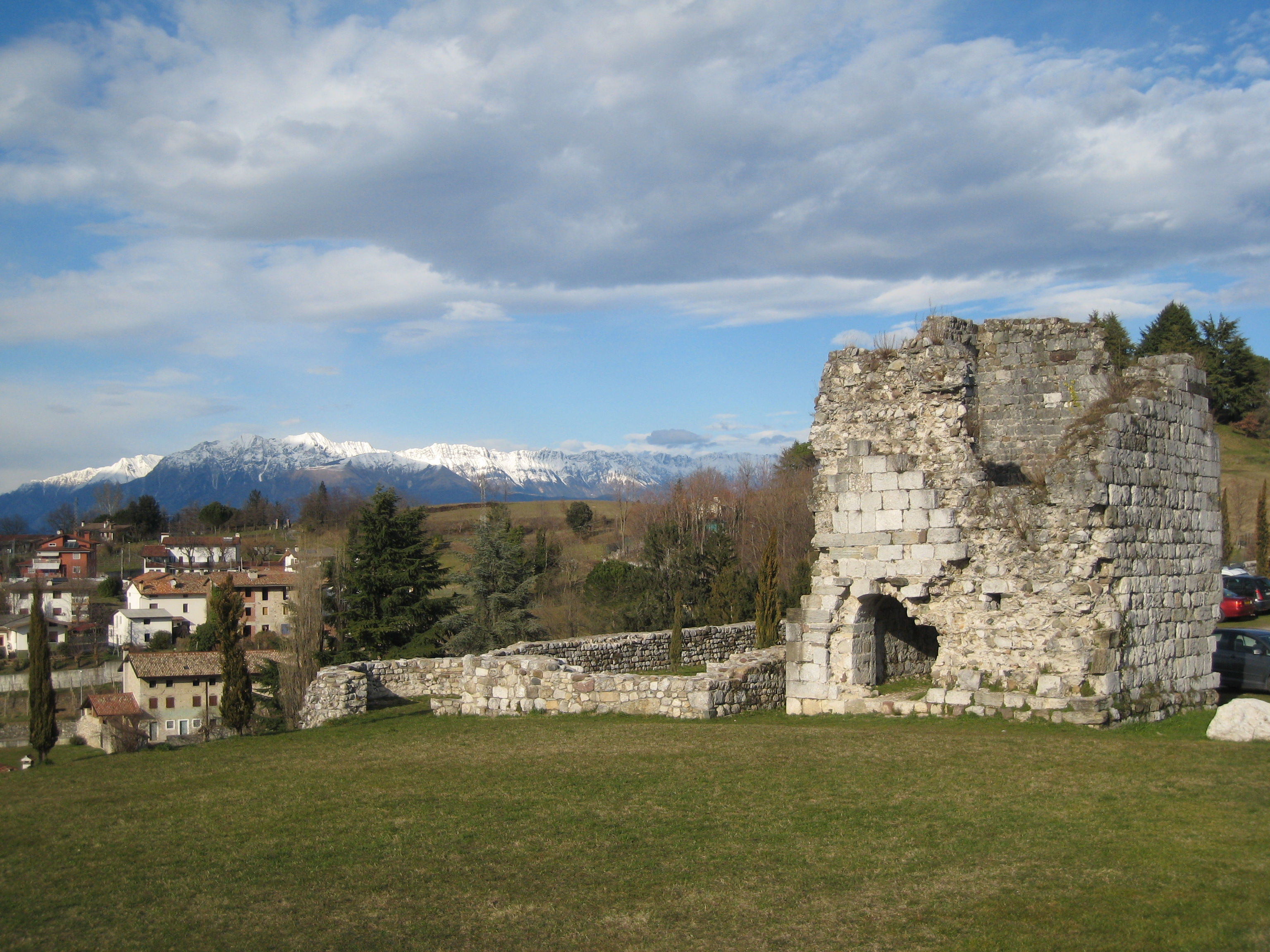

## Demografie
Fagagna telt ongeveer 2472 huishoudens. Het aantal inwoners steeg in de periode 1991-2001 met 1,4% volgens cijfers uit de tienjaarlijkse volkstellingen van ISTAT.
| Jaar | Inwoneraantal |
| ---- | ------------- |
| 1991 | 5949          |
| 2001 | 6035          |

## Geografie
Fagagna grenst aan de volgende gemeenten: Basiliano, Colloredo di Monte Albano, Martignacco, Mereto di Tomba, Moruzzo, Rive d'Arcano, San Vito di Fagagna.